# Rosellinia formosana
Rosellinia formosana är en svampart som beskrevs av Y.M. Ju & J.D. Rogers 1999. Rosellinia formosana ingår i släktet Rosellinia och familjen kolkärnsvampar.   Inga underarter finns listade i Catalogue of Life.